# Herrarnas 200 meter ryggsim vid världsmästerskapen i kortbanesimning 2024
Herrarnas 200 meter ryggsim vid världsmästerskapen i kortbanesimning 2024 avgjordes den 15 december 2024 i Donau Arena i Budapest i Ungern.
Guldet togs av ungerske Hubert Kós efter ett lopp på 1 minut och 45,65 sekunder, vilket blev ett nytt mästerskaps- och Europarekord. Silvret togs av italienske Lorenzo Mora och bronset togs av franske Mewen Tomac.

## Rekord
Inför tävlingens start fanns följande världs- och mästerskapsrekord:
|                   | Namn         | Nation     | Tid     | Ort                          | Datum            |
| ----------------- | ------------ | ---------- | ------- | ---------------------------- | ---------------- |
| Världsrekord      | Mitch Larkin | Australien | 1.45,63 | Sydney, Australien           | 27 november 2015 |
| Mästerskapsrekord | Ryan Lochte  | USA        | 1.46,68 | Dubai, Förenade arabemiraten | 19 december 2010 |

Följande nya rekord noterades under mästerskapet:
| Datum       | Omgång | Namn       | Nationalitet | Tid     | Rekord |
| ----------- | ------ | ---------- | ------------ | ------- | ------ |
| 15 december | Final  | Hubert Kós | Ungern       | 1.45,65 | 0MR0   |

## Resultat

### Försöksheat
Försöksheaten startade klockan 10:08.
| Placering | Heat | Bana | Namn                   | Nationalitet          | Tid     | Noteringar |
| --------- | ---- | ---- | ---------------------- | --------------------- | ------- | ---------- |
| 1         | 2    | 1    | Hubert Kós             | Ungern                | 1.48,02 | 0Q0        |
| 2         | 3    | 4    | Mewen Tomac            | Frankrike             | 1.50,34 | 0Q0        |
| 3         | 4    | 2    | Jan Čejka              | Tjeckien              | 1.50,36 | 0Q0        |
| 4         | 3    | 3    | Daiki Yanagawa         | Japan                 | 1.50,45 | 0Q0        |
| 5         | 4    | 4    | Lorenzo Mora           | Italien               | 1.50,97 | 0Q0        |
| 6         | 3    | 5    | Tao Guannan            | Kina                  | 1.51,03 | 0Q0        |
| 7         | 4    | 3    | Dmitrij Savenko        | Neutral Athletes B    | 1.51,20 | 0Q0        |
| 8         | 3    | 8    | Jack Aikins            | USA                   | 1.51,28 | 0Q0        |
| 9         | 2    | 2    | Radosław Kawęcki       | Polen                 | 1.51,29 | R          |
| 10        | 2    | 5    | Enoch Robb             | Australien            | 1.51,39 | R          |
| 11        | 1    | 5    | Blake Tierney          | Kanada                | 1.51,56 |            |
| 12        | 1    | 3    | John Shortt            | Irland                | 1.51,60 |            |
| 13        | 4    | 7    | Apostolos Siskos       | Grekland              | 1.51,80 |            |
| 14        | 3    | 2    | Antoine Herlem         | Frankrike             | 1.51,98 |            |
| 15        | 2    | 4    | Joshua Edwards-Smith   | Australien            | 1.52,05 |            |
| 16        | 3    | 7    | Nicolas Albiero        | Brasilien             | 1.52,11 |            |
| 17        | 1    | 7    | Hayden Kwan            | Hongkong              | 1.52,48 |            |
| 18        | 3    | 1    | Samuel Törnqvist       | Sverige               | 1.52,71 |            |
| 19        | 2    | 3    | Aleksej Tkachev        | Neutral Athletes B    | 1.52,84 |            |
| 20        | 2    | 8    | Roman Mityukov         | Schweiz               | 1.52,87 |            |
| 21        | 3    | 6    | Ádám Telegdy           | Ungern                | 1.53,27 |            |
| 22        | 1    | 6    | Yeziel Morales         | Puerto Rico           | 1.53,59 |            |
| 23        | 4    | 9    | Lee Ju-ho              | Sydkorea              | 1.53,69 |            |
| 24        | 4    | 1    | Robert Badea           | Rumänien              | 1.54,48 |            |
| 25        | 3    | 0    | Guðmundur Leo Rafnsson | Island                | 1.55,27 |            |
| 26        | 4    | 5    | Oleksandr Zjeltiakov   | Ukraina               | 1.55,39 |            |
| 27        | 1    | 2    | Martin Perečinský      | Slovakien             | 1.55,81 |            |
| 28        | 2    | 0    | Evaldas Babakinas      | Litauen               | 1.56,52 |            |
| 29        | 4    | 0    | Yegor Popov            | Kazakstan             | 1.56,57 |            |
| 30        | 4    | 8    | Samuel Brown           | Nya Zeeland           | 1.57,04 |            |
| 31        | 2    | 6    | Jiang Chenglin         | Kina                  | 1.57,05 |            |
| 32        | 2    | 9    | Nikolass Deičmans      | Lettland              | 1.57,68 |            |
| 33        | 1    | 4    | Khiew Hoe Yean         | Malaysia              | 1.57,72 |            |
| 34        | 1    | 1    | Denilson Cyprianos     | Zimbabwe              | 1.58,02 |            |
| 35        | 1    | 0    | Patrick Groters        | Aruba                 | 1.58,27 |            |
| 36        | 1    | 8    | Farrel Tangkas         | Indonesien            | 2.02,13 |            |
| 37        | 1    | 9    | Eid Al-Mujaini         | Förenade arabemiraten | 2.18,07 |            |
| 38        | 2    | 7    | Christian Bacico       | Italien               | 0DNS0   | 0DNS0      |
| 38        | 3    | 9    | Oliver Morgan          | Storbritannien        | 0DNS0   | 0DNS0      |
| 38        | 4    | 6    | Kacper Stokowski       | Polen                 | 0DNS0   | 0DNS0      |

### Final
Finalen startade klockan 18:12.
| Placering | Bana | Namn            | Nationalitet       | Tid     | Noteringar |
| --------- | ---- | --------------- | ------------------ | ------- | ---------- |
| 1         | 4    | Hubert Kós      | Ungern             | 1.45,65 | 0MR0, 0ER0 |
| 2         | 2    | Lorenzo Mora    | Italien            | 1.48,96 |            |
| 3         | 5    | Mewen Tomac     | Frankrike          | 1.49,93 |            |
| 4         | 6    | Daiki Yanagawa  | Japan              | 1.50,28 |            |
| 5         | 8    | Jack Aikins     | USA                | 1.50,60 |            |
| 6         | 7    | Tao Guannan     | Kina               | 1.51,04 |            |
| 7         | 1    | Dmitrij Savenko | Neutral Athletes B | 1.51,27 |            |
| 8         | 3    | Jan Čejka       | Tjeckien           | 1.51,81 |            |